# Lijst van personen overleden in februari 2016
Dit is een lijst van bekende personen die zijn overleden in februari 2016.

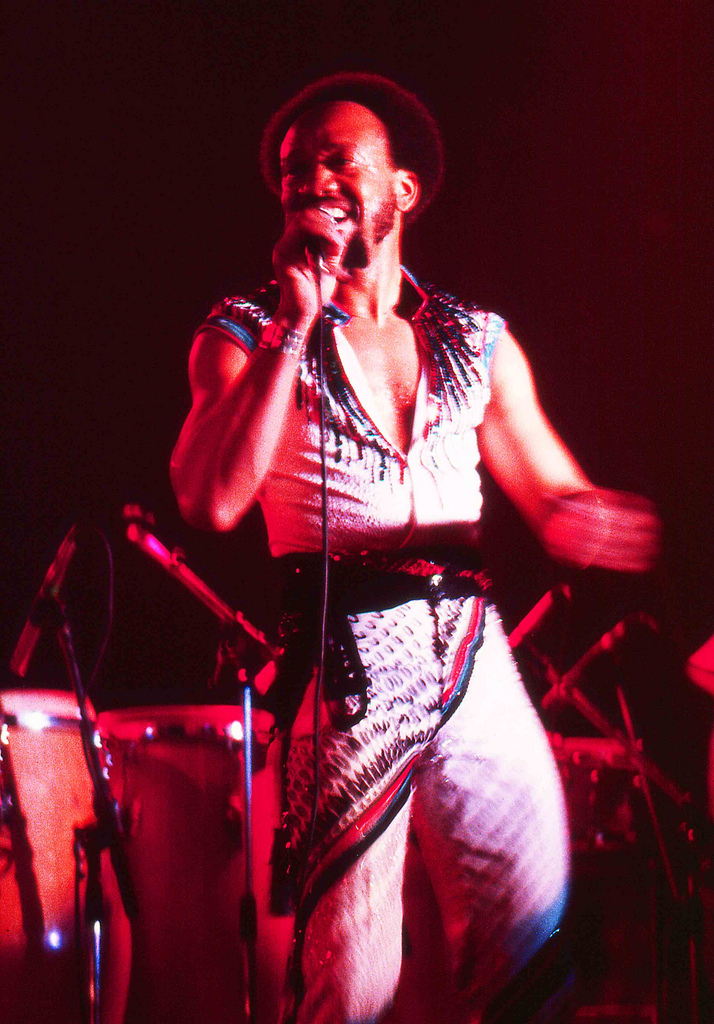
Maurice White
3 februari

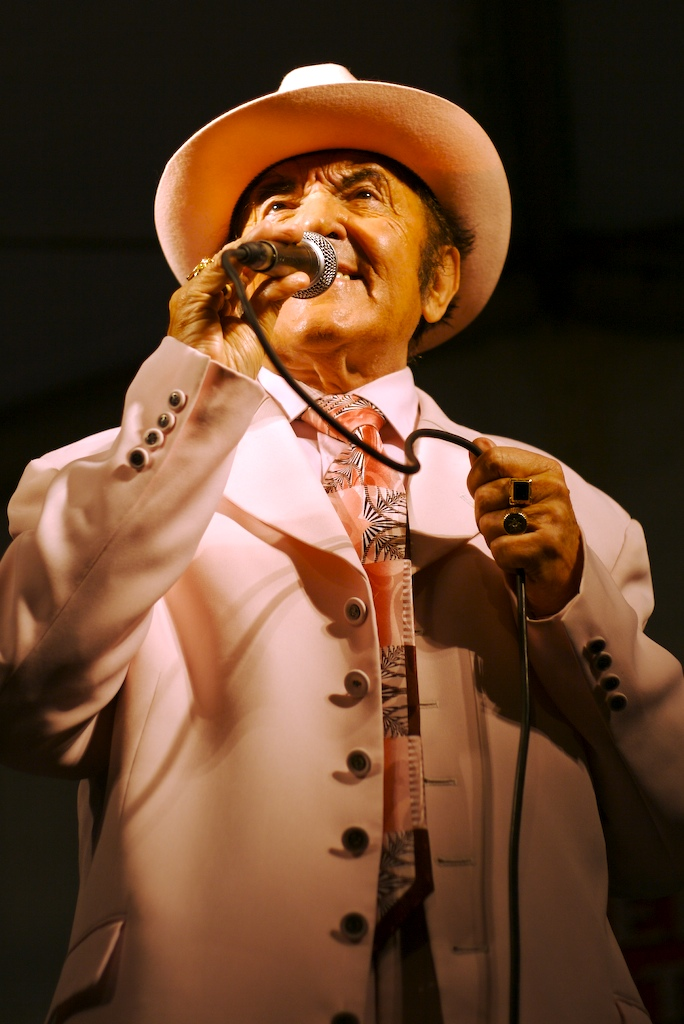
Eddy Wally
6 februari

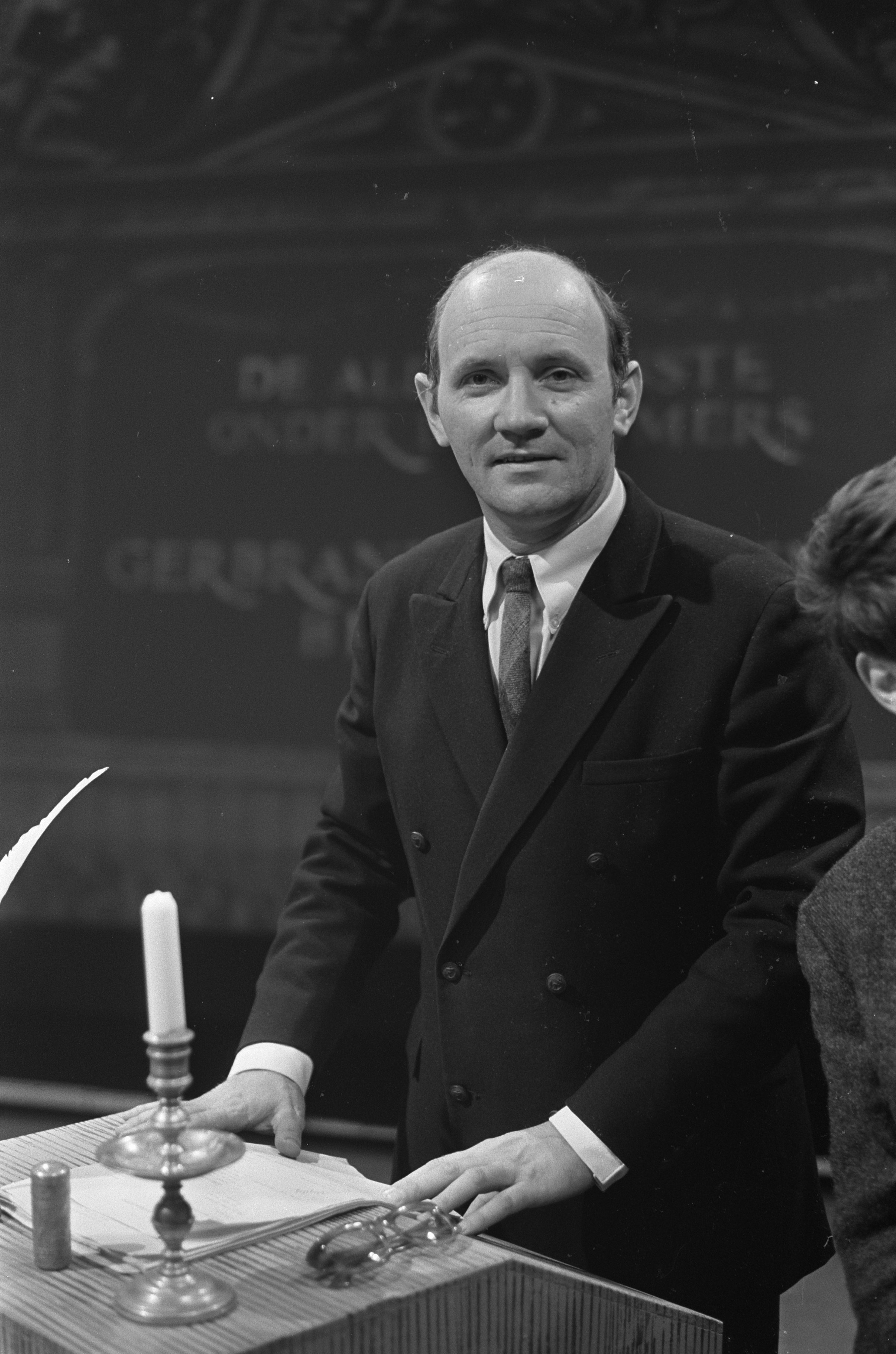
André van den Heuvel
9 februari

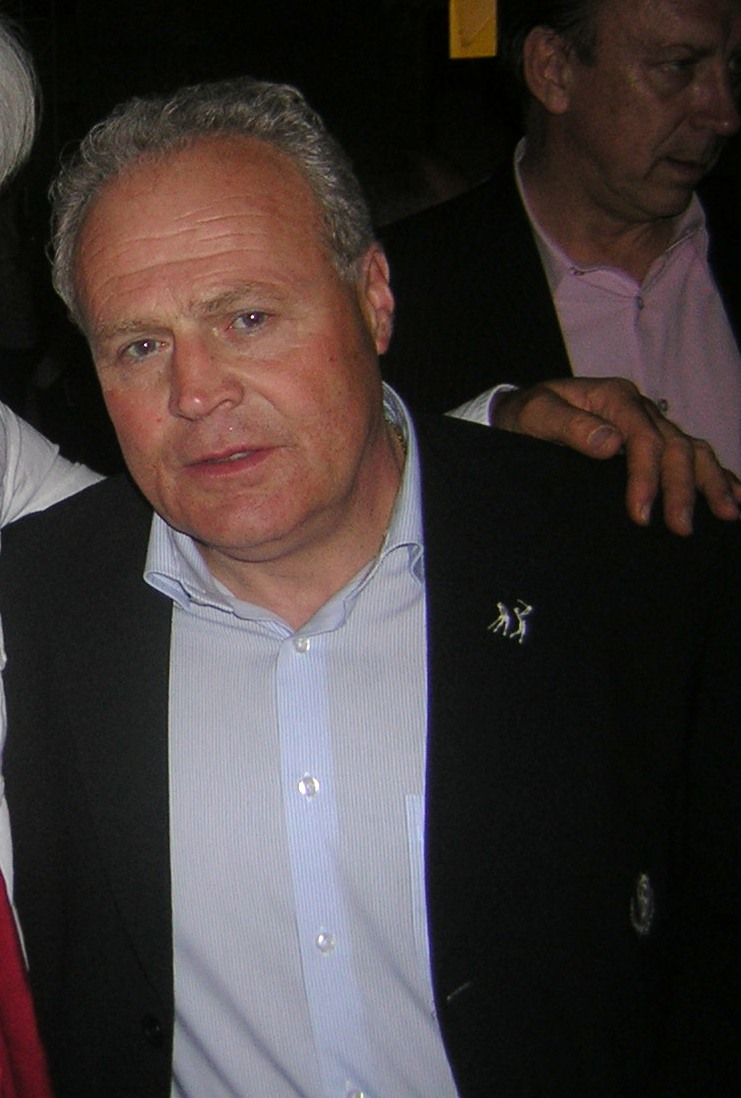
Dominique D'Onofrio
12 februari

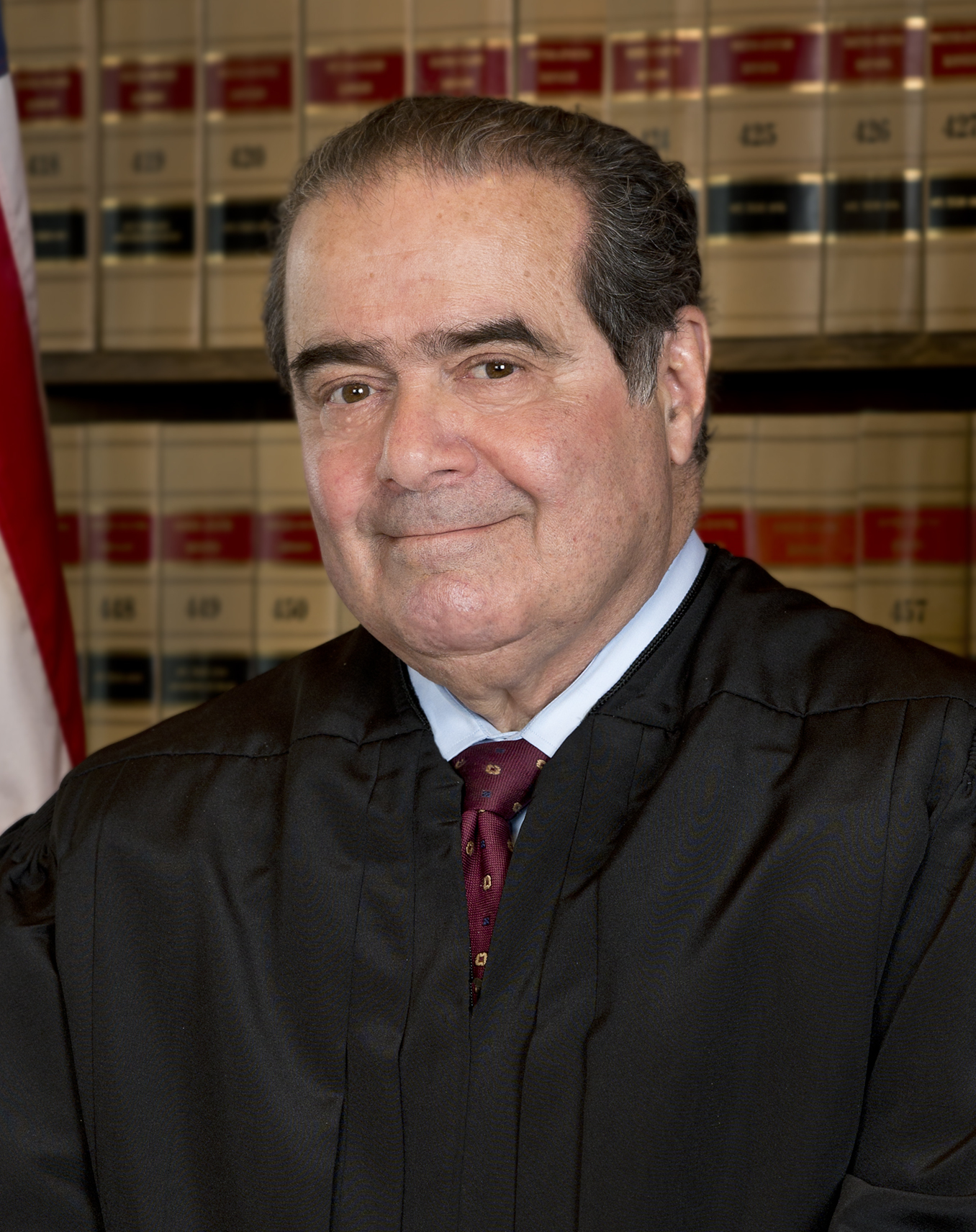
Antonin Scalia
13 februari

Boutros Boutros-Ghali
16 februari

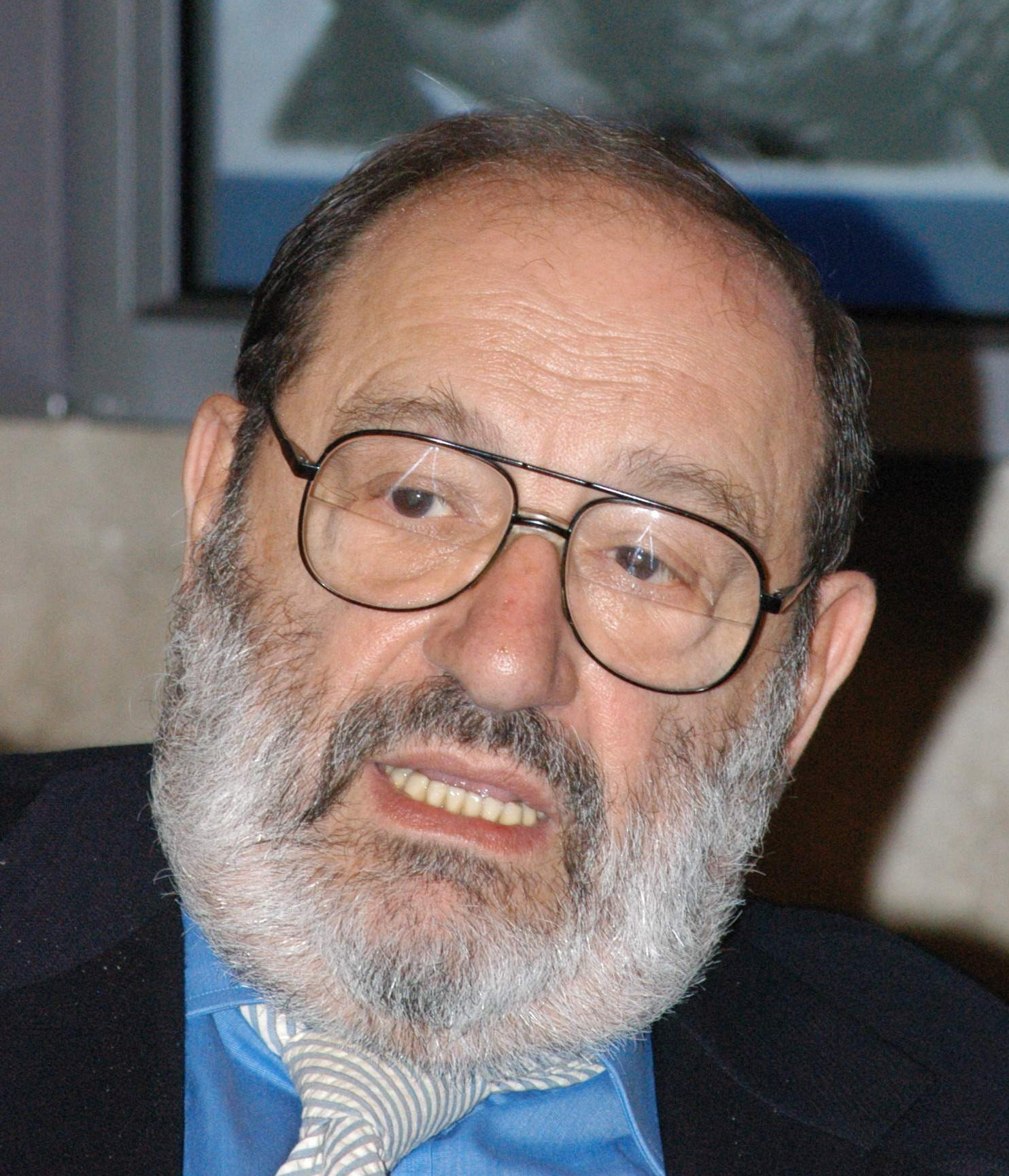
Umberto Eco
19 februari

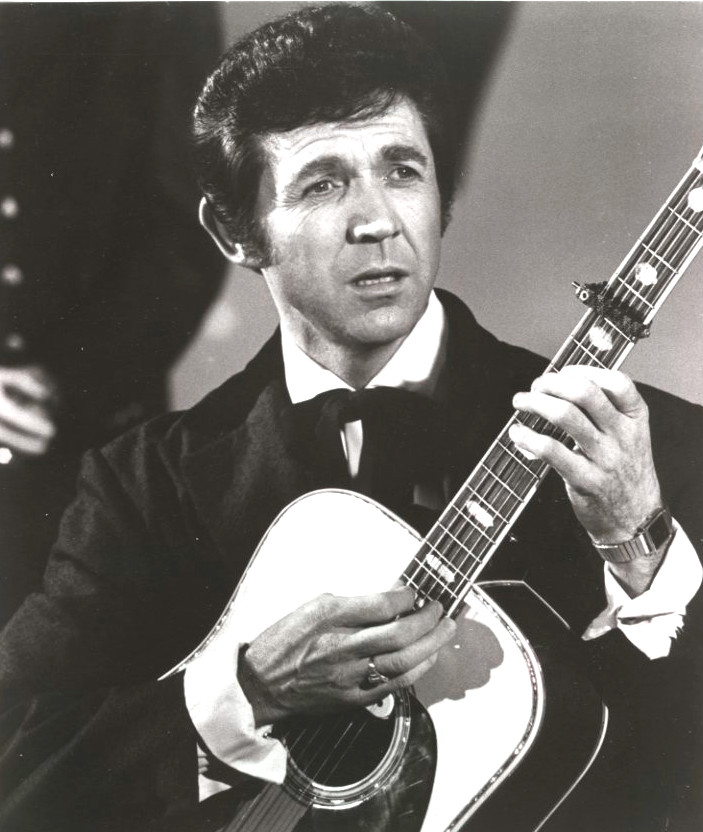
Sonny James
22 februari

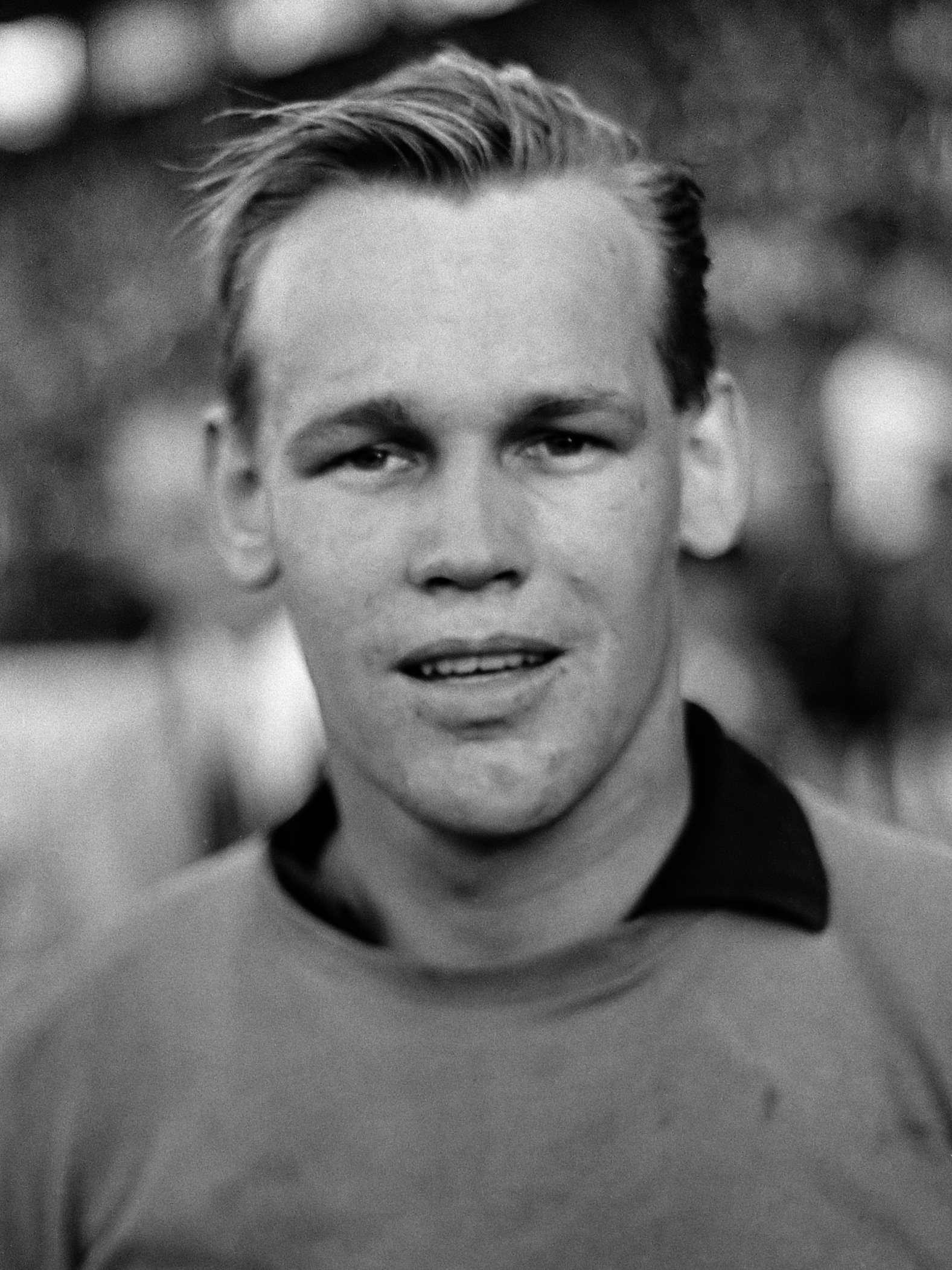
Peter van de Merwe
24 februari

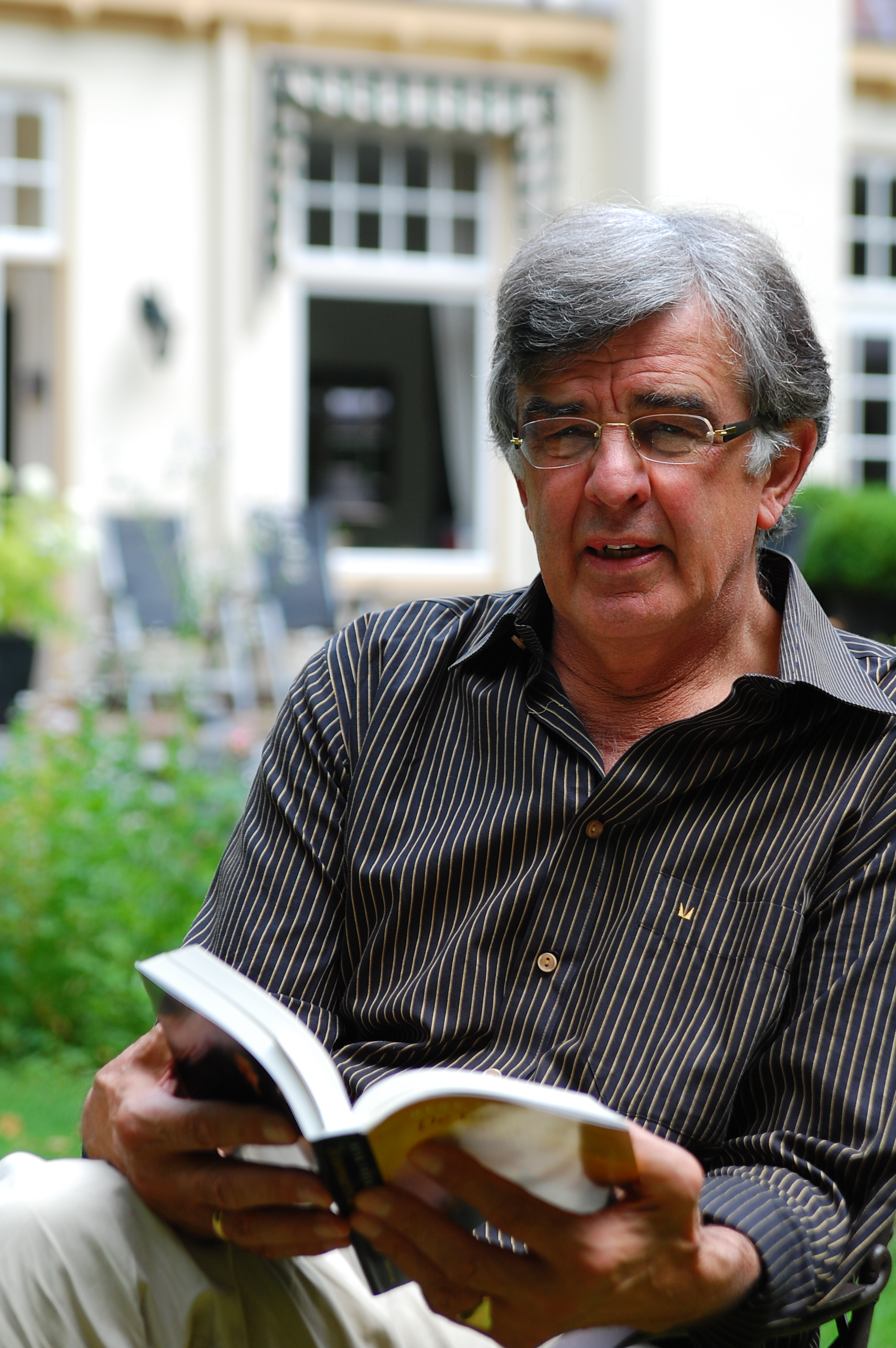
Henk Vreekamp
29 februari

| 1 | 2 | 3 | 4 | 5 | 6 | 7 | 8 | 9 | 10 | 11 | 12 | 13 | 14 | 15 | 16 | 17 | 18 | 19 | 20 | 21 | 22 | 23 | 24 | 25 | 26 | 27 | 28 | 29 |
| - | - | - | - | - | - | - | - | - | -- | -- | -- | -- | -- | -- | -- | -- | -- | -- | -- | -- | -- | -- | -- | -- | -- | -- | -- | -- |

### 1 februari
- Otto van Diepen (83), Nederlands burgemeester[1]
- Antoon Mortier (96), Belgisch kunstenaar[2]
- Óscar Humberto Mejía Victores (85), president van Guatemala[3]

### 2 februari
- Regino Delgado (59), Cubaans voetballer[4]
- Luiz Felipe Palmeira Lampreia (74), Braziliaans socioloog, diplomaat en politicus[5]

### 3 februari
- Joe Alaskey (63), Amerikaans stemacteur[6]
- Big Kap (45), Amerikaans deejay[7]
- Mark Farren (33), Iers voetballer[8]
- Maurice White (74), Amerikaans zanger[9]

### 4 februari
- Dave Mirra (41), Amerikaans BMX'er[10]
- Edgar Mitchell (85), Amerikaans astronaut[11]
- Axl Rotten (44), Amerikaans professioneel worstelaar[12]

### 5 februari
- Bodil Malmsten (71), Zweeds dichteres en schrijfster[13]

### 6 februari
- Daniel Gerson (49), Amerikaans scenarioschrijver[14]
- Dan Hicks (74), Amerikaans zanger, songwriter en muzikant[15]
- Anisa Makhlouf (86), Syrisch presidentsvrouw[16]
- John Tishman (90), Amerikaans vastgoedontwikkelaar[17]
- Eddy Wally (83), Belgisch zanger[18]

### 7 februari
- Berre Bergen (53), Belgisch gitarist en songwriter[19]

### 8 februari
- Amelia Bence (101), Argentijns actrice[20]
- John Disley (87), Brits atleet[21]
- Luigi Ferrari Bravo (82), Italiaans hoogleraar en rechter[22]

### 9 februari
- André van den Heuvel (88), Nederlands acteur[23]
- Zdravko Tolimir (67), Bosnisch-Servisch militair[24]
- Jan Zoon (92), Nederlands politicus[25]

### 10 februari
- Joeri Doemtsjev (57), Russisch atleet[26]
- Leo Ehlen (62), Nederlands voetballer[27]
- Anatoli Iljin (84), Sovjet-Russisch voetballer[28]
- Eliseo Prado (86), Argentijns voetballer[29]
- Günter Schröter (88), Oost-Duits voetballer[30]

### 11 februari
- Renato Bialetti (93), Italiaans industrieel[31]
- Eef Hoos (69), Nederlands crimineel[32]
- Juan Mujica (72), Uruguayaans voetballer en -coach[33]

### 12 februari
- Dominique D'Onofrio (62), Belgisch voetbaltrainer[34]
- Marie de Sousberghe (111), oudste vrouw van België[35]

### 13 februari
- Conchita Goyanes (69), Spaans actrice[36]
- Trifon Ivanov (50), Bulgaars voetballer[37]
- Antonin Scalia (79), rechter in het Hooggerechtshof van de Verenigde Staten[38]
- Slobodan Santrač (69), Joegoslavisch voetballer[39]
- Bořek Šípek (66), Tsjechisch architect en ontwerper[40]
- Urbain Vermeulen (76), Belgisch islamoloog en arabist[41]

### 14 februari
- Muriel Casals i Couturier (70), Spaans econome en hoogleraar[42]
- Wiesław Rudkowski (69), Pools bokser[43]
- Steven Stucky (66), Amerikaans componist, muziekpedagoog en dirigent[44]
- L.C. Ulmer (86), Amerikaans bluesmuzikant[45]
- Horst Wein (74), Duits hockeyspeler en hockeycoach[46]

### 15 februari
- Lucien Acou (94), Belgisch wielrenner[47]
- Paul Bannon (59), Iers voetballer[48]
- George Gaynes (98), Amerikaans acteur[49]
- Hans Posthumus (68), Nederlands voetballer[50]
- Jean Rabier (89), Frans cinemafotograaf[51]
- Vanity (57), Canadees zangeres en actrice[52]

### 16 februari
- Boutros Boutros-Ghali (93), Egyptisch politicus, secretaris-generaal van de Verenigde Naties[53]

### 17 februari
- Chaim Levano (88), Nederlands theaterregisseur en musicus[54]
- Andrzej Żuławski (75), Pools filmregisseur[55]

### 18 februari
- Godelieve Devos (90), Belgisch burgemeester[56]
- Tom Mullica (67), Amerikaans goochelaar, buikspreker en komiek[57]
- Angela Raiola (55), Amerikaans actrice[58]

### 19 februari
- Umberto Eco (84), Italiaans schrijver[59]
- Harper Lee (89), Amerikaans schrijfster[60]
- Samuel Willenberg (93), Pools-Israëlisch beeldhouwer en laatste overlevende van vernietigingskamp Treblinka[61]

### 20 februari
- Wim Geldolf (87), Belgisch politicus en senator[62]

### 21 februari
- Jean-Pierre Detremmerie (75), Belgisch burgemeester[63]
- Piotr Grudziński (40), Pools gitarist[64]
- Peter Marlow (63), Engels fotograaf en journalist[65]

### 22 februari
- Yolande Betbeze Fox (87), Amerikaans zangeres en Miss America 1951[66]
- Wesley A. Clark (88), Amerikaans natuurkundige en computerdeskundige[67]
- Margit Geissler (57), Duits actrice en fotomodel[68]
- Sonny James (87), Amerikaans zanger[69]
- Wim Schipper (89), Nederlands jurist[70]
- Douglas Slocombe (103), Brits cinemafotograaf[71]

### 23 februari
- Peter Lustig (78), Duits televisiepresentator en kinderboekenauteur[72]
- Henk Mochel (83), Nederlands televisiepresentator[73]

### 24 februari
- Lennie Baker (69), Amerikaans zanger en saxofonist[74]
- Yvonne Ntacyobatabara Basebya (69), Nederlands-Rwandees misdadiger[75]
- Colin Low (89), Canadees filmmaker, regisseur[76]
- Peter van de Merwe (74), Nederlands voetballer[77]

### 25 februari
- Tony Burton (78), Amerikaans acteur en bokser[78]
- François Dupeyron (65), Frans filmregisseur[79]

### 26 februari
- Jan Foudraine (87), Nederlands psychiater en publicist[80]
- Don Getty (82), Canadees politicus[81]
- Eri Klas (76), Estisch dirigent[82]
- Howard L. Quilling (80), Amerikaans componist en muziekpedagoog[83]

### 27 februari
- Mom Wellenstein (96), Nederlands topambtenaar[84]

### 28 februari
- Don Battye (77), Australisch schrijver[85]
- Didier Bellens (60), Belgisch ondernemer[86]
- Josef Boey (81), Belgisch schaker[87]
- Frank Kelly (77), Iers zanger en acteur[88]
- George Kennedy (91), Amerikaans acteur[89]
- Winfried Maczewski (74), Pools-Nederlands koordirigent[90]
- Liliane Wouters (86), Belgisch schrijfster[91]

### 29 februari
- Hannes Löhr (73), Duits voetballer en voetbaltrainer[92]
- Auck Peanstra (61), Nederlands schrijfster[93]
- Louise Rennison (64), Brits schrijfster[94]
- Henk Vreekamp (72), Nederlands theoloog en predikant[95]

januari ·
februari ·
maart ·
april ·
mei ·
juni ·
juli ·
augustus ·
september ·
oktober ·
november ·
december
1900 ·
1901 ·
1902 ·
1903 ·
1904 ·
1905 ·
1906 ·
1907 ·
1908 ·
1909 ·
1910 ·
1911 ·
1912 ·
1913 ·
1914 ·
1915 ·
1916 ·
1917 ·
1918 ·
1919 ·
1920 ·
1921 ·
1922 ·
1923 ·
1924 ·
1925 ·
1926 ·
1927 ·
1928 ·
1929 ·
1930 ·
1931 ·
1932 ·
1933 ·
1934 ·
1935 ·
1936 ·
1937 ·
1938 ·
1939 ·
1940 ·
1941 ·
1942 ·
1943 ·
1944 ·
1945 ·
1946 ·
1947 ·
1948 ·
1949 ·
1950 ·
1951 ·
1952 ·
1953 ·
1954 ·
1955 ·
1956 ·
1957 ·
1958 ·
1959 ·
1960 ·
1961 ·
1962 ·
1963 ·
1964 ·
1965 ·
1966 ·
1967 ·
1968 ·
1969 ·
1970 ·
1971 ·
1972 ·
1973 ·
1974 ·
1975 ·
1976 ·
1977 ·
1978 ·
1979 ·
1980 ·
1981 ·
1982 ·
1983 ·
1984 ·
1985 ·
1986 ·
1987 ·
1988 ·
1989 ·
1990 ·
1991 ·
1992 ·
1993 ·
1994 ·
1995 ·
1996 ·
1997 ·
1998 ·
1999 ·
2000 ·
2001 ·
2002 ·
2003 ·
2004 ·
2005 ·
2006 ·
2007 ·
2008 ·
2009 ·
2010 ·
2011 ·
2012 ·
2013 ·
2014 ·
2015 ·
2016 ·
2017 ·
2018 ·
2019 ·
2020 ·
2021 ·
2022 ·
2023 ·
2024 ·
2025